# Blasse Kängurumaus
Die Blasse Kängurumaus (Microdipodops pallidus) ist eine von zwei Arten der Gattung der Kängurumäuse aus der Familie der Taschenmäuse (Heteromyidae). Sie ist im Südwesten der USA verbreitet.

## Merkmale
Die Blasse Kängurumaus erreicht eine Gesamtlänge von 15,0 bis 17,3 cm mit einem 7,4 bis 9,9 cm langen Schwanz. Sie wiegt dabei 10,3 bis 16,8 Gramm. Die Oberseite der Maus ist blass zimt- bis rosabraun, die Haare der Unterseite sind vollständig weiß. Die Füße sind vergrößert und besitzen borstenartige Haare, die seitlich abstehen und so die Fläche vergrößern, die auf den Sand aufsetzt. Die Hinterbeine sind mit 25 bis 27 Millimeter Länge vergrößert und geben den Antrieb zum Springen, während die kurzen Vorderbeine den Boden selten berühren. Der Schwanz dient beim Springen mit den Hinterbeinen zum Halten des Gleichgewichts.
Von der Dunklen Kängurumaus (Microdipodops megacephalus) unterscheidet sich diese Art durch die helle Rückenfarbe, die Farbe des Bauchfells, das bei M. megacephalus an der Basis dunkel und nur an den Haarspitzen weiß ist, sowie die etwas längeren Hinterbeine.

## Verbreitung und Lebensraum
Die Dunkle Kängurumaus kommt in den südwestlichen Bundesstaaten der USA im Bereich des Großen Beckens vor. Das Verbreitungsgebiet reicht vom südlichen und zentralen Nevada zum Mono County, Kalifornien, und zum Deep Spring Valley im Inyo County, ebenfalls in Kalifornien.
Sie lebt vor allem auf trockenen und feinsandigen Flächen in Höhen von 1.200 bis 1.750 Metern, deren Vegetation von Atriplex confertifolia und Artemisia tridentata bestimmt ist.

## Lebensweise
Kängurumäuse sind nachtaktive Einzelgänger und leben tagsüber in ihren Bauen, die sie in lockeren Sandhügeln im Bereich von Sträuchern anlegen. Sie ernähren sich hauptsächlich von Samen, fressen aber auch verhältnismäßig große Mengen an Insekten und grünen Pflanzen. Zudem lagern sie Nahrung in ihre Baue ein.
Die Jungtiere kommen zwischen März und September zur Welt, wobei die Würfe zwei bis sechs Jungtiere umfassen. Als Fressfeinde kommen vor allem Eulen, Füchse und Dachse in Frage.